# 沖縄県立宮古特別支援学校
沖縄県立宮古特別支援学校（おきなわけんりつ みやことくべつしえんがっこう）は、沖縄県宮古島市平良字狩俣にある公立特別支援学校。知的障害者を主に対象とした特別支援学校（旧名称では養護学校）として開校した。

## 概要
離島初の特別支援学校として設立された。2007年には離島の特別支援学校としては初の幼稚部の設立を行った。
なお、2008年3月までは宮古養護学校という名称であったが、2006年6月の学校教育法一部改定により、旧盲学校、旧聾学校、旧養護学校の学校種が特別支援学校に統一されたことから、校名を宮古特別支援学校に変更している。

## 設置学部
- 幼稚部
- 小学部
- 中学部
- 高等部

## 沿革
- 1977年4月1日 - 開校。
- 1979年8月7日 - 体育館、プール完成。
- 1980年4月1日 - 高等部設置。
- 2005年11月1日 - 校舎改修工事開始。
- 2007年
  - 3月 - 新校舎完成。
  - 5月1日 - 幼稚部を設置。
- 2008年4月1日 - 学校名を沖縄県立宮古特別支援学校に変更。